# Mathias Laurentii
Mats Larsson, Mathias Laurentii, död 1486, var en svensk författare. 
Han var kaplan hos kung Karl Knutsson (Bonde). År 1453 blev han medlem av birgittinorden i Vadstena kloster, där han också avled 1486. Han skrev den latinska levnadsteckningen över Petrus Olavi (1470) och översatte Speculum Virginium från 1472 till 1486. 